# タンフー県
タンフー県（タンフーけん、ベトナム語：Huyện Tân Phú / 縣新富?）は、ベトナムドンナイ省に位置する県である。面積は802.4km²、人口は170,670人（2019年）である。

## 行政区画
以下の1市鎮17社から構成される。
- タンフー市鎮（Tân Phú / 新富）
- ダクルア社（Dak Lua / 得羅）
- ナムカットティエン社（Nam Cát Tiên / 南吉仙）
- ゴクディン社（Núi Tượng / 𡶀祥）
- フーアン社（Phú An / 富安）
- フービン社（Phú Bình / 富平）
- フーディエン社（Phú Điền / 富田）
- フーラム社（Phú Lâm / 富林）
- フーラップ社（Phú Lập / 富立）
- フーロック社（Phú Lộc / 富綠）
- フーソン社（Phú Sơn / 富山）
- フータイン社（Phú Thanh / 富淸）
- フーティン社（Phú Thịnh / 富盛）
- フーチュン社（Phú Trung / 富中）
- フースアン社（Phú Xuân / 富春）
- ターライ社（Tà Lai / 耶來）
- タインソン社（Thanh Sơn / 清山）
- チャーコー社（Trà Cổ / 茶古）